# Verwaltungsgemeinschaft Siegenburg
Die Verwaltungsgemeinschaft Siegenburg liegt im niederbayerischen Landkreis Kelheim und wird von folgenden Gemeinden gebildet:
1. Biburg, 1431 Einwohner, 14,20 km²
2. Kirchdorf, 945 Einwohner, 16,49 km²
3. Siegenburg, Markt, 4124 Einwohner, 27,84 km²
4. Train, 1972 Einwohner, 10,15 km²
5. Wildenberg, 1430 Einwohner, 18,16 km²

Sitz der Verwaltungsgemeinschaft ist Siegenburg.